# Tee Hee
Tee Hee Johnson é um personagem fictício do livro e do filme Com 007 Viva e Deixe Morrer, criado por Ian Fleming.

## Características
Alto, forte  e com um braço mecânico com uma garra de aço na ponta, resultado da amputação do braço original por uma mordida de um crocodilo chamado 'Albert', seu nome deriva da sua característica pessoal - e do som estranho que produz - de dar pequenas risadinhas, inclusive de si mesmo, por qualquer motivo.
Misto de guarda-costas pessoal e braço direito de Mr. Big, o vilão do filme, está sempre junto a ele seja com que identidade este apareça, Mr. Big ou Dr. Kananga.

## No filme
Em seu primeiro encontro com Bond, no restaurante Fillet of Soul, no Harlem, em Nova Iorque, de propriedade de seu chefe, avisado pela sensitiva Solitaire de que o espião está armado, o desarma e, para mostrar a força de seu braço, dobra o cano e quebra a pistola Walther PPK de 007 quase em duas, usando seu gancho de aço.
Tee-Hee também participa de uma das mais memoráveis cenas do filme, quando aprisiona 007 numa pequena ilhota no centro de um viveiro de crocodilos, retirando a ponte móvel que os leva até lá, fazendo com que Bond, para salvar-se do ataque, pule por cima deles, semi-encobertos na água, até a borda do lago.
Seu encontro final com o espião se dá no fim do filme, após a morte de Mr. Big, quando Tee Hee, procurando vingança, surpreende 007 e Solitaire na suíte de um vagão de trem e, na luta que se segue, Bond desarma os controles do braço letal, cortando com uma tesoura de unha o arame interno que controla o gancho, que se prende no parapeito da cabine. Sem conseguir soltar-se, ele é facilmente arremessado para fora do trem em velocidade, enquanto seu braço de aço fica vazio, pendendo do lado da fora da janela, até ser jogado fora por Bond, que volta enfim para os braços de Solitaire.